# Paul Trasenster
Jean Jacques Paul Trasenster (Luik, 13 februari 1852 - 22 maart 1925) was een Belgisch volksvertegenwoordiger.

## Biografie

### Familie
De familie Trasenster is een sinds verschillende eeuwen notabele familie uit het Luikse. Paul Trasenster was een zoon van ingenieur Louis Trasenster (1816-1887) en Marie Desoer, dochter van drukker Jacques Desoer, die ook eigenaar was van de Journal de Liége. Zijn vader was hoogleraar aan en rector van de Universiteit van Luik en stichtte in 1847 de Vereniging van Ingenieurs van de Universiteit van Luik, waarvan hij voorzitter bleef tot aan zijn overlijden. Het gezin had vijf kinderen, onder wie:
- Amélie Trasenster (1850-1929), trouwde met Alfred Magis (1840-1921), industrieel, volksvertegenwoordiger en senator, medestichter van de industriële vennootschap Ougrée-Marihaye.
- Paul Trasenster (1852-1925), mijningenieur, voorzitter van de beheerraad van de Etablissements John Cockerill, ondervoorzitter van de Crédit général de Belgique, directeur van de Journal de Liège en docent (1879-1897) aan de École des mines in Luik, trouwde met May de Laveleye (1856-1936), dochter van Emile de Laveleye, econoom, jurist en essayist.
- Gustave Trasenster (1855-1931), ingenieur, trouwde met Adèle Nagelmackers (1860-1946), dochter van Ernest Nagelmackers, bankier, industrieel, provincieraadslid van Luik en senator.

### Loopbaan
In mei 1900 werd Trasenster verkozen tot liberaal volksvertegenwoordiger voor het arrondissement Luik. In mei 1904 werd hij opnieuw verkozen, maar in juli 1905 nam hij ontslag.

## Publicaties
- Aux États-Unis. Notes de voyage d'un ingénieur, Luik, Desoer, 1885.
- À propos du métal à canon, Luik, Desoer, 1887.
- L'exploitation des charbonnages par l'état, Luik, Desoer, 1903.